# Drávafok
Drávafok – wieś i gmina w południowej części Węgier, w pobliżu miasta Sellye, niedaleko granicy chorwackiej.
Administracyjnie Drávafok należy do powiatu Sellye, wchodzącego w skład komitatu Baranya i jest jedną z 35 gmin tego powiatu.